# Кондратьева, Инна Михайловна
И́нна Миха́йловна Кондра́тьева (23 сентября 1924, Грозный, Чеченская автономная область, СССР — 18 июля 1985, Москва, РСФСР, СССР) — советская актриса театра и кино. Заслуженная артистка РСФСР (1957).

## Биография
Инна Кондратьева родилась 23 сентября 1924 года в Грозном в семье служащего. В 1947 году окончила Ленинградский театральный институт и в том же году была принята в труппу Ленинградского Нового театра (с 1953 года — Театр им. Ленсовета). К середине 50-х годов Кондратьева стала одной из ведущих актрис труппы, однако сам театр после смерти Бориса Сушкевича (в 1946 году) переживал тяжёлые времена и частые смены художественного руководства: пригласивший Кондратьеву Борис Зон в 1949 году покинул театр, сменивший его Сергей Морщихин также продержался всего два года; пришедший в 1951 году Николай Акимов вывел коллектив из кризиса, но в 1956 году он вернулся в Театр Комедии, а в Театре им. Ленсовета вновь началась «режиссёрская чехарда».
В 1958 году Инна Кондратьева была приглашена в Большой драматический театр им. Горького и вскоре стала женой его художественного руководителя — Георгия Товстоногова. Однако это обстоятельство не сделало Кондратьеву примадонной театра; она была введена в два лучших на тот момент спектакля БДТ: «Идиот» — на роль Аглаи и «Эзоп» — на роль служанки Мели; позже сыграла Анну в «Варварах» А. М. Горького, Оксану в «Гибели эскадры» А. Корнейчука, Женщину, которую он любил в спектакле «Четвёртый» по пьесе К. Симонова; и тем не менее здесь ей приходилось конкурировать с такими яркими актрисами, как Людмила Макарова, Нина Ольхина, Зинаида Шарко; в 1959 году пришла Татьяна Доронина. Тяжбы из-за ролей оборачивались семейными конфликтами, и первый был связан с постановкой пьесы А. Арбузова «Иркутская история» (1960), в которой Инна Кондратьева рассчитывала получить роль Вали; но Товстоногов отдал предпочтение Дорониной. В 1962 году брак распался.
Покинув в том же году БДТ, Кондратьева переехала в Москву и в 1963 году стала актрисой Театра им. М. Н. Ермоловой.
В кино дебютировала в 1949 году — в роли подпольщицы Галины Понащик в фильме Александра Файнциммера «Константин Заслонов». Известность актрисе принесли роли в таких фильмах, как «Два капитана» и «Балтийское небо» Владимира Венгерова, «Дикая собака динго» Юлия Карасика.
В 1982 году из-за тяжёлой болезни покинула сцену. Умерла 18 июля 1985 года в Москве на 61-м году жизни; похоронена на Востряковском кладбище, участок № 103.

## Семья
Первый муж (1958–1962) — Георгий Товстоногов (1915 — 1989), советский театральный режиссёр и педагог.
Второй муж — Георгий Ефимович Бодовский (1923 — 1991), начальник отдела гастролей Росконцерта.
Сын — Максим Бодовский (1968 — 1993), погиб. Похоронен рядом с матерью на Востряковском кладбище, участок № 103.

## Творчество

### Роли в театре
Большой драматический театр им. Горького (1958-1961)
- 1958 — «Эзоп» Г. Фигейредо; режиссёр Г. А. Товстоногов — Мели (ввод)
- 1958 — «Идиот» по роману Ф. М. Достоевского; режиссёр Г. А. Товстоногов — Аглая (ввод)
- 1959 — «Варвары» А. М. Горького; режиссёр Г. А. Товстоногов — Анна
- 1960 — «Гибель эскадры» A. Корнейчука; режиссёр Г. А. Товстоногов — Оксана
- 1961 — «Океан» А. Штейна; режиссёр Г. А. Товстоногов — Маша
- 1961 — «Четвертый» К. Симонова; режиссёр Р. С. Агамирзян — Женщина, которую Он любил

### Работы на телевидении
- 1960 — «Третья, патетическая» Н. Погодина. Режиссёр Иван Ермаков (телеспектакль) — Ирина Александровна
- 1971 — «Клоун». Режиссёр Владимир Андреев (телеспектакль) — Надежда, жена Русакова
- 1975 — «Кружилиха». Режиссёры Константин Антропов и Олег Лебедев (телеспектакль) — Марианна

### Фильмография
- 1949 — Константин Заслонов — Галина Понащик
- 1950 — Великая сила — Надежда Михайловна, сотрудница лаборатории
- 1955 — Два капитана — Мария Васильевна
- 1956 — Пролог — Марфа Круглова
- 1958 — Город зажигает огни — соседка Шуры
- 1959 — В едином строю (Feng cong dong fang lai) — Елена
- 1960 — Балтийское небо — Мария Сергеевна
- 1962 — Дикая собака динго — мать Тани
- 1965 — Залп «Авроры» — Фофанова
- 1966 — Королевская регата — член ученого совета (нет в титрах)
- 1967 — Первороссияне — тётя Катя
- 1967 — Осенние свадьбы — Ольга Павловна, сотрудница «Дворца счастья»
- 1971 — Холодно — горячо — Людмила Яковлевна
- 1972 — За всё в ответе (по пьесе В. Розова «Традиционный сбор») — Зоя Перевалова
- 1972 — Ижорский батальон — Анна Алексеевна
- 1972 — Игрок (Hráč) — служанка
- 1973 — Дела сердечные — Сергеева
- 1977 — Открытая книга — Агния Петровна
- 1978 — Чужая — Мария Петровна, жена Кунгурцева
- 1980 — Ожидание — Инна Васильевна